# فرودگاه لانگ پاسیا
فرودگاه لانگ پاسیا (به انگلیسی: Long Pasia Airport) (به زبان بومی: Lapangan Terbang Long Pasia) یک فرودگاه همگانی با کد یاتا GSA است که یک باند فرود چمن و شن دارد و طول باند آن ۶۱۰ متر است. این فرودگاه در کشور مالزی قرار دارد و در ارتفاع ۹۶۸ متری از سطح دریا واقع شده است.